# جميل البغدادي
جميل البغدادي يعتبر من أعلام ومشاهير قراء المقام العراقي واكثرهم اتقاناً ومعرفه بأصوله المقاميه، له العديد من الابداعات والاضافات المقامية. أدخل قطعاً من مقامي الطاهر والخليلي في ميانة البيات، وادخل نغمة التفليس في مقام الناري، ونغمة (العمر گـــَـلـَـه) في مقام الخنبات. وهو خبير المقامات العراقية في دار الأذاعة.
ولد الحاج جميل بن السيد سلمان مصطفي علي في محلة البارودية ببغداد سنة 1877 وتوفي في 22 حزيران سنة 1953. أخذ المقام العراقي عن جملة قراء مشاهير منهم احمد زيدان وصالح بن أبو دمير وامين اغا بن الحمامچيه. وكان من مشاهير المغنين واكثرهم اتقانا للمقام العراقي واطلاعا على اصوله وفروعه وله تصرفات نغمية في بعض المقامات منها انه ادخل قطعا من الطاهر والخليلي في ميانة البيات ونغمة التفليس في مقام الناري والعمر كله في الخنبات. ونقل عنه الشيخ جلال الحنفي الكثيرعن تفاصيل المقامات العراقية وفصولها.
بعد سفر سلمان موشي إلى فلسطين، عُين خبيراً للمقام العراقي في دار الاذاعة العراقية في الخمسينات، وله العديد من التسجيلات والأسطوانات التي وثق بها مقامات الطاهر والحديدي والصبا والمنصوري والأبراهيمي والمخالف والبيات والعجم والمثنوي والحليلاوي والرست وغيرها. كان أيضاً ممجداً في جامع المرادية ببغداد. توفيّ في 22 حزيران 1953 م.